# Edon Maxhuni
Edon Maxhuni (Hyvinkää, 21 de mayo de 1998) es un jugador de baloncesto profesional finlandés que pertenece al SIG Strasbourg de la LNB Pro A, pero que se encuentra cedido al Scafati Basket de la Lega Basket Serie A italiana. Su puesto en la cancha es de base. También juga para la selección nacional de Finlandia.

## Trayectoria

### Carrera juvenil y universitaria
Maxhuni comenzó a jugar a baloncesto en el equipo juvenil del Hyvinkään Ponteva, de su ciudad natal. En 2012, con 14 años, se unió al Helsingin NMKY de Helsinki. Más tarde se formaría en la Academia de Baloncesto de Helsinki de la Federación Finlandesa de Baloncesto y jugó, con el equipo de la academia, en la segunda división finesa, de la cual fue nombrado MVP al final de la temporada 2016/17.
En 2017 se fue a estudiar y jugar baloncesto a la Universidad Estatal de Long Beach, en California, Estados Unidos. Durante su etapa, jugó un total de 67 partidos, promediando 17,1 minutos y 6,7 puntos por partido.

### Carrera profesional

#### CB Canaria Claret SAD
En la temporada 2019/20 jugó en el Club Baloncesto Gran Canaria - Claret S.A.D., filial del CB Gran Canaria, en la LEB Plata, la tercera división española, promediando 13,3 puntos por partido en un total de 24 partidos.

#### Pärnu Sadam
La temporada 2020/21 la disputó con el Pärnu Sadam estonio, con el que se convertiría en subcampeón estonio, siendo nombrado para el equipo ideal de la Korvpalli Meistriliiga.

#### Heroes Den Bosch
En septiembre de 2021 firmó con los Heroes Den Bosch holandeses para la siguiente temporada, jugando en la BNXT League y la Europe Cup, con los que ganaría el campeonato neerlandés y sería el máximo anotador del equipo.

#### Crailsheim Merlins
En septiembre de 2022, aceptó una oferta del Crailsheim Merlins de la Basketball Bundesliga y la FIBA Europe Cup. Durante la temporada, promedió 11,8 puntos y 3,9 asistencias por partido.

#### Le Portel
El 8 de octubre de 2023, firmó un contrato temporal como reemplazo de una lesión, con opción a extensión, con el ESSM Le Portel de la LNB Pro A francesa. Con su llegada, cambió la trayectoria del equipo, ganando siete de diez partidos disputados tras haber iniciado la temporada con un balance de cinco derrotas y sólo una victoria. Esto motivó que, el 22 de diciembre de 2023, su contrato se extendiera para lo que quedaba de temporada. A final de temporada, su equipo se clasificó para playoffs por primera vez desde 2017. Terminó la temporada con un promedio de 10,9 puntos y 3,7 asistencias por partido.

#### SIG Estrasburgo
El 18 de julio de 2024, Maxhuni firmó con el equipo francés SIG Strasbourg un contrato de dos años. En enero de 2025 fue cedido hasta final de temporada al Scafati Basket de la Lega Basket Serie A italiana.

## Selección nacional
Maxhuni, que tiene la nacionalidad kosovar, recibió una oferta para jugar para la selección de Kosovo, la cual rechazó  ya que en ese momento jugaba en las categorías inferiores de la selección finesa, con la cual participó en el Eurobasket Sub-16 de 2014 y el Eurobasket Sub-18 de 2015 y 2016.
Desde 2020, forma parte de la selección nacional de Finlandia, con la cual ha jugado un total de 53 partidos oficiales, disputando el EuroBasket 2022, el Mundial de 2023 y el preolímpico de 2024.

## Vida personal
Maxhuni es de etnia albanesa, sus padres nacieron en Mitrovica, Kosovo, y se mudaron a Finlandia 6 años antes de su nacimiento.Su padre, Besim Maxhuni, también jugó al baloncesto, y actualmente es entrenador.